# Souvigné (Charente)
Souvigné település Franciaországban, Charente megyében. Lakosainak száma 182 fő (2022. január 1.). Souvigné Bessé, Brettes, Courcôme, Ébréon, Saint-Fraigne, Tusson és Villefagnan községekkel határos.

## Népesség
A település népessége az elmúlt években az alábbi módon változott:
| Lakosok száma | 307  | 235  | 227  | 244  | 225  | 216  | 208  | 196  | 192  | 182  |
|               | 1968 | 1982 | 1990 | 2006 | 2013 | 2015 | 2017 | 2019 | 2020 | 2022 |